# Verbascum stelurum
Verbascum stelurum är en flenörtsväxtart som beskrevs av Svante Samuel Murbeck. Verbascum stelurum ingår i släktet kungsljus, och familjen flenörtsväxter. Inga underarter finns listade i Catalogue of Life.